# Steven Taylor
Steven Vincent Taylor (ur. 23 stycznia 1986 w Londynie) – angielski piłkarz grający w drużynie Peterborough United. Gra na pozycji środkowego obrońcy.

## Kariera klubowa
Steven Taylor karierę rozpoczął w Cramlington Juniors F.C., gdzie grał jako środkowy napastnik i został zauważony przez ówczesnego scauta Newcastle, Johna Carvera. W 1995 roku, w wieku zaledwie 9 lat, podpisał kontrakt z Newcastle - jego pierwszym profesjonalnym klubem. W 1998 roku ze składu przez kontuzje wypadło wielu defensywnych graczy i Steven był zmuszony grać jako środkowy obrońca. Radził sobie na tyle dobrze, że na nowej pozycji zadomowił się na stałe. Po roku podpisał zawodowy kontrakt z Newcastle oraz zadebiutował w drużynie rezerw. W grudniu 2003 roku szefowie Newcastle podjęli decyzję, że Taylor musi nabrać doświadczenia w pierwszej drużynie i na miesiąc został wypożyczony do Wycombe Wanderers. Pomimo młodego wieku wywarł ogromny wpływ na wszystkich zawodników Wycombe, był tam bardzo chwalony. Po powrocie mógł wreszcie cieszyć się z występu w pierwszej drużynie Newcastle, a było to w meczu z Realem Mallorca w Pucharze UEFA. Zagrał również w następnym meczu Premiership przeciwko Boltonowi, na pozycji prawego obrońcy. Początek sezonu 2004/2005 nie był dla Stevena najlepszy, złapał kontuzję i nie mógł grać. Mimo tego rozegrał w całym sezonie 22 mecze w barwach Newcastle. Sezon 2005/2006 również nie oszczędził Taylorowi cierpienia z powodu kontuzji, która dała znać o sobie w listopadzie. Poważny problem z ramieniem wykluczył go z ogromnej części sezonu, bo na boisko powrócił dopiero w meczu pożegnalnym Alana Shearera 11 maja 2006 roku. Problemy zdrowotne przerwały okres jego najszybszego rozwoju, jako że szybko zapracował sobie na miejsce w drużynie Graeme’a Sounessa i swoją grą często zawstydzał starszych kolegów z formacji defensywnej.
W dniu 10 lipca 2018 przedstawiciele Wellington Phoenix ogłosili podpisanie z zawodnikiem rocznej umowy z możliwością przedłużenia kontraktu o kolejny sezon. Taylor został pierwszym transferem nowozelandzkiego zespołu przed rozpoczęciem czternastej edycji A-League.

## Reprezentacja
W 2001 roku bronił barw reprezentacji Anglii do lat 16 w turnieju międzynarodowym. Został jego najlepszym zawodnikiem. Na arenie międzynarodowej odnosił wiele sukcesów grając w reprezentacji Anglii U-17. Na debiut na ostatnim poziomie młodzieżowej piłki, czyli w drużynie do lat 21, czekał do lutego 2004 roku. We wrześniu 2005 roku strzelił pierwszą bramkę w reprezentacji U-21 przeciwko Niemcom, a potem dołożył jeszcze dwie przeciwko Polsce.

## Statystyki
| Sezon                    | Klub              | Rozgrywki      | Mecze | Bramki |
| ------------------------ | ----------------- | -------------- | ----- | ------ |
| 2003/04                  | Wycombe Wanderers | League One     | 6     | 0      |
| 2003/04                  | Newcastle United  | Premier League | 1     | 0      |
| 2004/05                  | Newcastle United  | Premier League | 13    | 0      |
| 2005/06                  | Newcastle United  | Premier League | 12    | 0      |
| 2006/07                  | Newcastle United  | Premier League | 27    | 2      |
| 2007/08                  | Newcastle United  | Premier League | 31    | 1      |
| 2008/09                  | Newcastle United  | Premier League | 27    | 4      |
| 2009/10                  | Newcastle United  | Premier League | 21    | 1      |
| 2010/11                  | Newcastle United  | Premier League | 14    | 3      |
| 2011/12                  | Newcastle United  | Premier League | 14    | 0      |
| 2012/13                  | Newcastle United  | Premier League | 25    | 0      |
| 2013/14                  | Newcastle United  | Premier League | 10    | 1      |
| 2014/15                  | Newcastle United  | Premier League | 9     | 1      |
| 2015/16                  | Newcastle United  | Premier League | 10    | 0      |
| Łącznie w League One     |                   |                | 6     | 0      |
| Łącznie w Premier League |                   |                | 215   | 13     |
| Łącznie                  |                   |                | 219   | 13     |